# Стефан Караджа (област Добрич)
 Тази статия е за селото в Област Добрич.  За другите български села с това име вижте Стефан Караджа (пояснение).  
Стефан Караджа е село в Североизточна България. То се намира в община Добричка, област Добрич.

## История
Село Стефан Караджа е ново село. Официални данни за точната година на възникване на селото няма. По спомени на стари хора, живеещи в съседните села Царевец и Паскалево, селото е възникнало по време на румънското господство през 1927 г. Основано е около крайпътен хан и мелница за брашно, заселено предимно с българи от северна Добруджа.
От своите деди жителите на с. Царевец слушали, че Мурад бей от c. Сърнец към 1686 г. построил чешма, която се намира в центъра на днешното село Стефан Караджа. Понеже чешмата е построена близо до село Каралез (дн. Царевец), той я оставя в дар на това село и я нарича „Каралез чешма“.

## Население
Преброяване на населението през 2011 г.
Численост и дял на етническите групи според преброяването на населението през 2011 г.:
|                     | Численост | Дял (в %) |
| Общо                | 336       | 100,00    |
| Българи             | 202       | 60,11     |
| Турци               | 0         | 0,00      |
| Цигани              | 0         | 0,00      |
| Други               | 0         | 0,00      |
| Не се самоопределят | 0         | 0,00      |
| Неотговорили        | 128       | 38,09     |

## Религии
Православни християни.

## Културни и природни забележителности
Каралезка чешма, построена по време на Османската империя, възпята от писателя Йордан Йовков, учител в южна Добруджа.

## Редовни събития
Всяка неделя молебен в църквата на селото.

## Други
Връх Стефан Караджа на Антарктическия полуостров е наименуван на селото.